# Шаква
Ша́ква (Шаковка) — река в Пермском крае, правый приток Сылвы. Устье реки находится в 26 км по правому берегу Сылвы в северной части города Кунгур.
Длина — 167 км, площадь бассейна — 1580 км². Течёт по территории Лысьвенского, Березовского и Кунгурского районов.

## Этимология
Название обычно объясняют при помощи коми-пермяцких слов тшак — «гриб» и ва — «вода». Также толкуют и название села Шак-шер (Шакшор) на правом берегу Камы в Чердынском районе Пермского края (шер из шор — «ручей»). Серьёзный недостаток этой этимологии в том, что из коми тшак — «гриб» в русском языке должно было получиться чак (Чаква), а не шак (Шаква), сравните чага — «нарост на березе» из коми тшак — «гриб». Возможно, это гораздо более древний топоним, только втянутый в ряд коми-пермяцких названий.

## Притоки
- 42 км: Синаиха
- 45 км: Девятильгеевка
- 60 км: Берёзовка
- 66 км: Сая
- 74 км: Бартым
- 82 км: Култым (Бол. Култым)
- 94 км: Поздянка
- 102 км: Большой Кысмыл
- 116 км: Большая Арзя
- 118 км: Аитовка
- 119 км: Сова
- 125 км: Вакса